# The Wonder of You
«The Wonder of You» — песня, написанная Бейкером Найтом. Исполнялась и записывалась многими артистами. В 1959 году её издал как сингл Рей Питерсон. В 1970 году её издал как сингл Элвис Пресли.
В США в 1970 году в журнале «Билборд» песня «The Wonder of You» в исполнении Элвиса Пресли достигла 9 места в чарте Hot 100 (суммарный чарт синглов в разных жанрах поп-музыки, главный хит-парад этого журнала) и 37 места в чарте синглов в жанре кантри (теперь Hot Country Songs). А в чарте Easy Listening (который теперь называется теперь Hot Adult Contemporary Tracks) песня поднялась на 1 место.